# Иясикэй
Иясикэй (яп. 癒し系 ияси-кэй, «что-то успокаивающее,  снимающее боль») — жанр японских медиа, основная цель которых — успокоить зрителя и снизить его уровень стресса, а также поджанр повседневности с той же целью, показывающий размеренную жизнь героев в спокойном окружении.

## История
Слово «исцеление» (яп. 癒し ияси) — это номинализация глагола «успокаивать» (яп. 癒る иру). Впервые в современной форме оно было использовано в этнографии от 1990 года Нориёки Уэда (яп. 上田紀行 Уэда Нориёки, 4 мая 1958 —), буквально, «Сеть возрождения» (яп. 覚醒のネットーワーク Какусей но нетто:во:ку) для описания ритуалов в деревне Шри-Ланки.
Коллапс финансового пузыря в 1991 году и две трагедии, случившиеся в 1995 году, — землетрясение в Кобе и зариновая атака в токийском метро — создали в Японии почву для так называемого «бума исцеления» (яп. 癒しブーム ияси бу:му). В середине 1990-х годов появилось множество товаров для расслабления, снятия тревожности и стресса, а слово «исцеление» стало активно использоваться в медиа и рекламе, в 1999 году получив «Награду за новые слова и популярные выражения» (яп. 新語・流行語大賞 Синго рю:ко:го таисё:). Людей, вызывающих чувство спокойствия и умиротворения, начали описывать словосочетанием, переводящимся буквально «вид исцеления» (яп. 癒し系 ияси-кэй).

## Особенности
Цзявэнь Жэнь отметил, что «с точки зрения киноязыка, фильмы иясикэй отличаются успокаивающим звуковым сопровождением и низкой степенью насыщенности картинки. [...] Конфликты в таких фильмах обычно смягчены. Как правило, там нет критики текущей социальной ситуации, нет саспенса и драматических конфликтов, а также секса и насилия. В сюжете преобладают обычные события повседневной жизни, в то время как случайные события или моменты в жизни персонажей, которые могут изменить их судьбу, часто не упоминаются».

## Критика
Журналист Патрик Лам из The Guardian написал статью о поджанре под названием «Во славу иясикэй: почему мы любим успокаивающее аниме, в котором ничего не происходит», в которой высоко оценил его. Он подчеркнул, что «даже если произведения в этом жанре можно посчитать скучными, когда в них мало что происходит с точки зрения повествования, они привлекательны тем, что в них просто уютно. То, что в них нет ничего, кроме полезной деятельности, особенного, с их точки зрения, может сделать просмотр довольно приятным опытом». Также Патрик Лам заметил, что в «Мой сосед Тоторо» есть много элементов, характерных для иясикэя: оптимистичное восхищение миром природы, часто рассматриваемым сквозь призму юности, немного «сочных» фоновых изображений и удивительно спокойная музыка.